# Wielki Garc
Wielki Garc (niem. Gross Gartz) – wieś w Polsce położona w województwie pomorskim, w powiecie tczewskim, w gminie Pelplin o głównie rolniczym charakterze. W latach 1945–1998 miejscowość administracyjnie należała do województwa gdańskiego, natomiast w okresie międzywojennym do województwa pomorskiego.

## Położenie
Wieś położona jest na granicy Niziny Walichnowskiej przy drodze wojewódzkiej nr 229.
Sąsiednie miejscowości: Mały Garc, Rudno, Międzyłęż, Wielkie Walichnowy, Małe Walichnowy, Gręblin.
Powierzchnia sołectwa to 870 ha.

## Demografia
Pod względem liczby mieszkańców to prawie najmniejsza wieś gminy. Według danych z 2008 roku zamieszkuje ją 299 osób. 25% ludności to osoby poniżej 18 roku życia.

## Rys historyczny
Miejscowość położona jest na Kociewiu. Zamieszkują ją Kociewiacy i podgrupa etniczna Feteracy, która dawniej była obca. Pod koniec II wojny światowej ich miejsce zajęła ludność napływowa, która uległa społecznej integracji z ludnością autochtoniczną i obecnie grupę tę nazywa się Niziniakami.
Na granicy wsi Wielki i Mały Garc znajdują się pozostałości grodu, który istniał tu od X do XIII wieku. W tych czasach można sięgać początków osady zwanej później jako Garzec, Garzeke, Gardz, Garcz, Gorzek, Garz, Garc, Gross Gartz. Pierwsze wzmianki dotyczące tej miejscowości sięgają czasów książąt pomorskich.
Kalendarium:
- 1229 – zapisanie wsi Garc razem z ziemią gniewską cystersom przez księcia pomorskiego Warcisława w Oliwie
- 1276 – oddanie terenu krzyżakom przez legatów papieskich
- 1276–1464 – przyłączenie do komturii w Gniewie
- 1330 – oddzielenie wsi Wielki Garc i Mały Garc
- 1659 – stacjonowanie wojsk szwedzkich, wyniszczenie wsi

Podczas panowania polskich królów (lata 1446-1772) miejscowość funkcjonowała na prawach chełmińskich i była niemiecką, władzę zaś sprawowali starostowie międzyłęscy. Pod koniec XIX wieku można było zaobserwować (typowy dla terenów Kociewia) napływ osadnictwa południowoniemieckiego, które sprzyjało rozwojowi technicznemu terenów. To właśnie jego zasługą było powstanie rozwiniętych gospodarstw rolnych (tzw. gburskich) z pięknymi domami/dworami. W tamtych czasach wieś posiadała własną karczmę, kuźnię, a także katolicką szkołę. Rozwojowi sprzyjało też wybudowanie kolejki wąskotorowej (inicjatorem inwestycji był Starosta Wałowy Rudolf Dirksen. W pierwszej połowie XX wieku wieś liczyła prawie 500 mieszkańców. Jako, że właścicielami majątków byli Niemcy, po wojnie uległy one opustoszeniu. Osiedlono tam ludność z centralnej Polski (gł. kieleckie) z południa (górale) oraz z kresów wschodnich. Za czasów władzy ludowej odebrano ziemie tzw. "kułactwu" i zawiązano PGR (w roku 1952 powołano Rolniczą Spółdzielnię Produkcyjną "Wola Ludu" działającą do roku 1958). Po rozwiązaniu RSP dawni spółdzielcy stworzyli rolnicze kółko pomocy sąsiedzkiej.
Obecnie Wielki Garc jest wsią o scentralizowanej (wokół drogi wojewódzkiej nr 229) zabudowie. Głównym punktem charakterystycznym w architekturze miejscowości jest umiejscowiony na wzniesieniu zabytkowy (z XVI w.) kościół pw. Niepokalanego Poczęcia NMP. Do czasów współczesnych zachowały się również majątki gburskie i karczma. Znajdują się tu również pojedyncze (zdecentralizowane) gospodarstwa rolne, w tym stare poniatówki.

## Zabytki

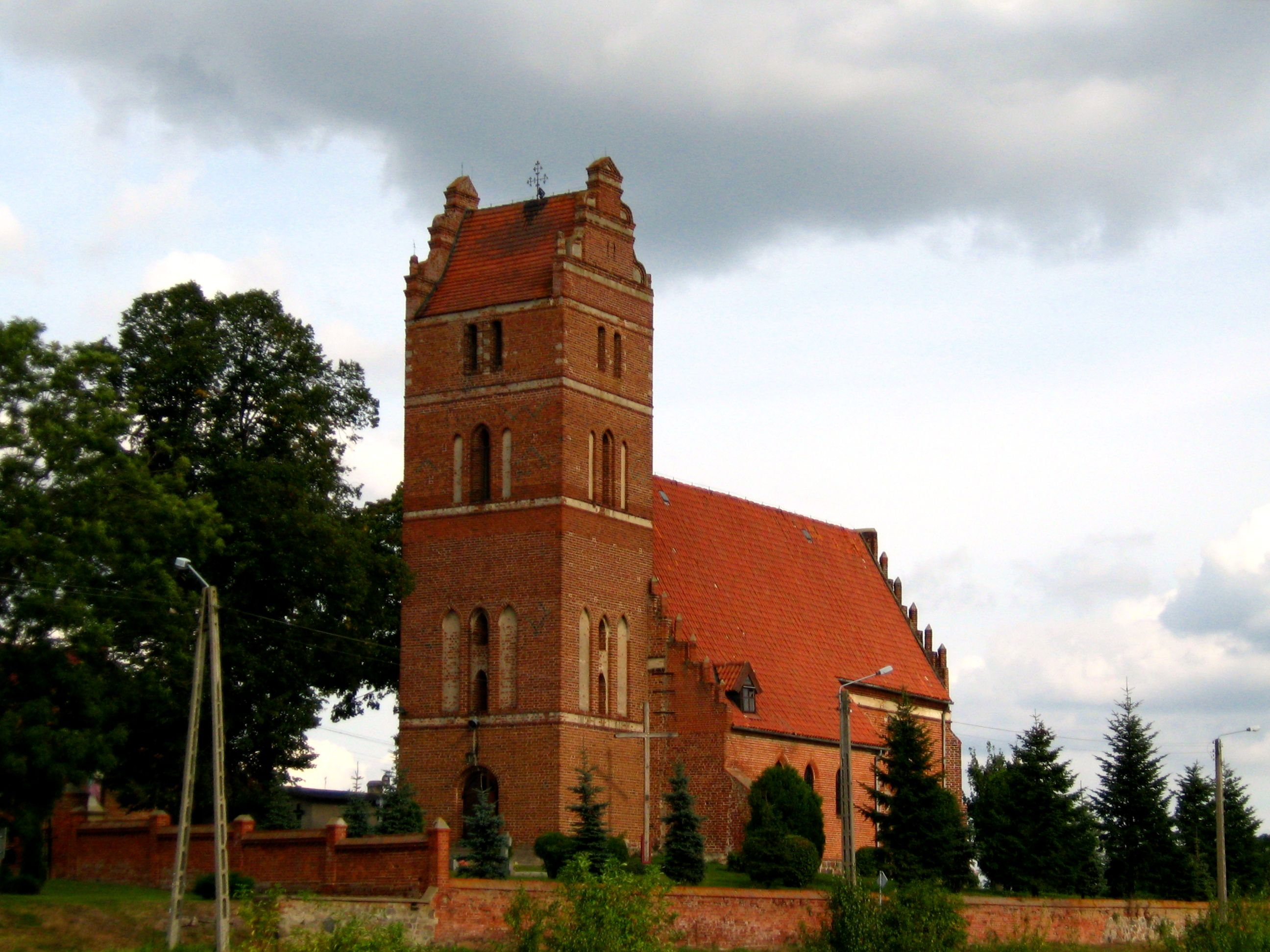
Kościół pw. Niepokalanego Poczęcia NMP

Według rejestru zabytków NID na listę zabytków wpisane są:
- kościół parafialny pw. Niepokalanego Poczęcia NMP, XIV, XVI, XVII, nr rej.: A-505 z 20.02.1971[6]
- dawny cmentarz przy kościele, ob. nieczynny, XIV-1900, nr rej.: A-505 z 28.06.2016
- murowane ogrodzenie, XIV, XIX-XX, nr rej.: j.w.

Ponadto we wsi znajdują się:
- na terenie przykościelnego cmentarza dwa pomniki przyrody: nr 693 – kasztanowiec pospolity o obwodzie 285 cm oraz nr 692 – klon pospolity o obwodzie 232 cm
- cmentarz ewangelicki z pierwszej połowy XIX w.
- plebania z pierwszej połowy XIX w.
- figura Matki Bożej Niepokalanej z 1928 r.
- karczma z 2. ćwierci XIX w.
- dom mieszkalny nr 2 z połowy XIX w.
- dom mieszkalny nr 4 z połowy XIX w.
- dom mieszkalny nr 34 z pierwszej ćwierci XX w.
- pozostałość po wczesnośredniowiecznym grodzisku z ok. X w.